# Casa Senyorial de Veselava
La Casa Senyorial de Veselava (en letó: Veselavas muižas pils; en alemany: Wesselshof) es troba a la regió històrica de Vidzeme, al municipi de Priekuļi del nord de Letònia.

## Història
Va ser construïda en 1841 en eclecticisme per a la família von Campenhausen, que va ser propietària de la finca des de 1797 fins al 1921. L'edifici actualment allotja les oficines administratives de la parròquia de Veselava, així com centres comunitaris, oficines de correus, cooperatives de crèdit i cafè Internet.